# Ponana hieroglyphica
Ponana hieroglyphica är en insektsart som beskrevs av Fowler 1903. Ponana hieroglyphica ingår i släktet Ponana och familjen dvärgstritar. Inga underarter finns listade i Catalogue of Life.